# Lamp Lit Prose
Lamp Lit Prose je osmé studiové album americké skupiny Dirty Projectors. Vydáno bylo 13. července roku 2018 společností Domino Records. Vydání desky bylo oznámeno dne 2. května toho roku, kdy byla rovněž zveřejněna první píseň „Break-Thru“, a to včetně videoklipu. Další píseň, která dostala název „That’s a Lifestyle“, byla zveřejněna v polovině června. Producentem desky, která vznikala v jeho vlastním studiu v Los Angeles, je vůdce skupiny, zpěvák a kytarista David Longstreth. Na nahrávce se podílela řada hostů, včetně Rostama Batmanglije, Robina Pecknolda a Amber Mark.

## Seznam skladeb
1. Right Now
2. Break-Thru
3. That’s a Lifestyle
4. I Feel Energy
5. Zombie Conqueror
6. Blue Bird
7. I Found It in U
8. What Is the Time
9. You’re the One
10. (I Wanna) Feel It All

## Obsazení
- David Longstreth – kytara, klávesy, zpěv, klavír, bicí, elektrické piano, baskytara, aranžmá, varhany
- Syd – zpěv
- Lorely Rodriguez – zpěv
- Teresa Eggers – zpěv
- Mauro Refosco – surdo, perkuse
- Tyondai Braxton
- Todd Simon – trubka, kornet, křídlovka, lesní roh, eufonium
- Tracy Wannomae – tenorsaxofon, barytonsaxofon, basklarinet, zobcová flétna, altsaxofon
- Mike Johnson – bicí
- Calder Quartet
  - Benjamin Jacobson – housle
  - Andrew Bulbrook – housle
  - Jonathan Moerschel – viola
  - Eric Byers – violoncello
- Haim
  - Danielle Haim – zpěv
  - Alana Haim – zpěv
  - Este Haim – zpěv
- Amber Mark – zpěv
- Juliane Graf – pozoun, baspozoun, tuba
- Björk
- Daniel Luna – güira
- Francisco Javier Paredes – bonga
- Nat Baldwin – baskytara
- Robin Pecknold – zpěv
- Rostam Batmanglij – zpěv
- Katy Davidson – zpěv